# Provincia de Léraba
Léraba es una de las 45 provincias de Burkina Faso, su capital es Sindou.

## Departamentos (población estimada a 1 de julio de 2018)
La provincia está dividida en ocho departamentos:
- Dakoro 18,405
- Douna 12,323
- Kankalaba 13,406
- Loumana 34,151
- Niankorodougou 51,252
- Ouéléni 16,271
- Sindou 25,207
- Wolonkoto 5,488